# Tatjana Kuchta

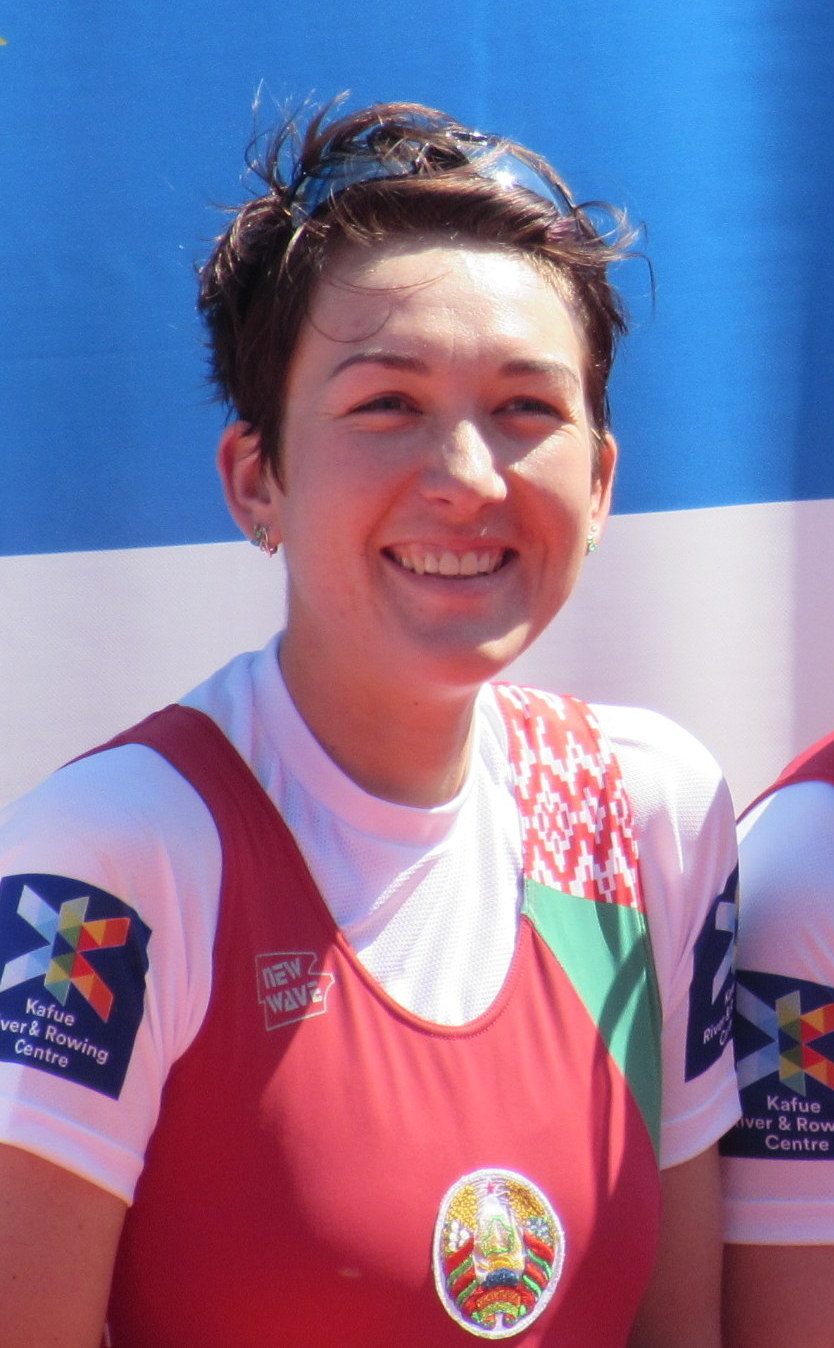
Tatjana Kuchta, 2016

Tatjana Alexandrowna Kuchta (russisch Татья́на Алекса́ндровна Ку́хта, belarussisch Таццяна Кухта/Tazzjana Kuchta; * 13. Juni 1990 in Brest, Sowjetunion) ist eine belarussische Ruderin.

## Sportliche Karriere
Tatjana Kuchta begann 2007 mit dem Rudersport. Bei den Junioren-Weltmeisterschaften 2008 gewann sie zusammen mit Kazjaryna Jarmolitsch die Bronzemedaille im Zweier ohne Steuerfrau. Bei den Europameisterschaften 2008 gewann Kuchta zwei Bronzemedaillen: Im Zweier ohne Steuerfrau mit Wolha Schtscharbatschenja und im Achter zusammen unter anderem mit Jarmolitsch und Schtscharbatschenja. Im Jahr darauf trat Kuchta auch bei den U23-Weltmeisterschaften 2009 in zwei Bootsklassen an: Zusammen mit Maryja Smaljakowa gewann sie im Doppelzweier, mit dem Doppelvierer ruderte sie auf den fünften Platz. Bei den Weltmeisterschaften 2009 in der Erwachsenenklasse belegte sie mit dem Doppelvierer den achten Platz. Zum Saisonausklang belegte sie mit Maryja Smaljakowa den fünften Platz im Doppelzweier bei den Europameisterschaften. 2010 gewann sie zusammen mit Jekaterina Schljupskaja die Silbermedaille im Doppelzweier bei den U23-Weltmeisterschaften und belegte bei derselben Veranstaltung den sechsten Platz im Einer. Bei den Europameisterschaften 2010 belegte sie zusammen mit Julija Bitschyk den vierten Platz. 2011 belegte Kuchta im Doppelzweier den sechsten Platz bei den U23-Weltmeisterschaften und den 17. Platz bei den Weltmeisterschaften. Bei den Europameisterschaften 2011 erreichte sie den sechsten Platz im Doppelzweier und gewann mit dem Achter die Silbermedaille. 2012 gewannen Kuchta und Schljupskaja die Bronzemedaille bei den U23-Weltmeisterschaften, bei den Europameisterschaften siegten die beiden im Doppelzweier und belegten mit dem Achter den vierten Platz. 2013 erreichte Kuchta mit dem Achter den vierten Platz bei den Europameisterschaften und mit dem Doppelvierer den zehnten Platz bei den Weltmeisterschaften 2013.
2014 gewannen Kazjaryna Karsten, Tatjana Kuchta, Julija Bitschyk, Jekaterina Schljupskaja mit dem Doppelvierer die Goldmedaille bei den Europameisterschaften, bei den Weltmeisterschaften belegte das Boot in gleicher Besetzung den zehnten Platz. In der Saison 2015 trat Tatjana Kuchta international ausschließlich im Einer an, sie gewann die Bronzemedaille bei den Europameisterschaften und belegte den zehnten Platz bei den Weltmeisterschaften. Nach einem fünften Platz im Einer zum Auftakt des Ruder-Weltcups 2016 wechselte Kuchta für die Europameisterschaften zu Julija Bitschyk in den Doppelzweier. Nach Gold im Doppelzweier 2012 und im Doppelvierer 2014 gewann Kuchta ihren dritten Europameistertitel. Bei den Olympischen Spielen 2016 erreichten sie den achten Platz.